# Dragoș de Moldavie
Dragoș est le premier prince de Moldavie entre 1351 et 1353.
Il quitte le Maramureș sur les ordres du roi de Hongrie, Louis Ier de Hongrie, pour établir une ligne de défense contre la Horde d'or. Il force les Mongols à se retirer à l'est du Dniestr. Son fils, Sas de Moldavie, lui succède, de 1354-1358, puis son petit-fils, Bâlc de Moldavie en 1359, avant que ce dernier soit déposé par un autre voïvode venant du Maramureș, Bogdan Ier le Fondateur. La lignée directe de Dragoș s'éteint avec lui.

## Légendes
Une légende roumaine raconte la découverte de la Moldavie par Dragoș lors d'une poursuite d'un aurochs depuis le Maramureș par delà les Carpates. Sa chienne Molda se noya dans une rivière que Dragoș appela Moldova, en souvenir de son animal. Le nom se transmit plus tard à la région, la Moldavie. Cette version se trouve dans un ouvrage du chroniqueur valaque Radu Popescu et dans la liste des princes moldaves de Dimitrie Cantemir, sa Descriptio Moldaviae. Les armes de la Moldavie portent un aurochs, et feraient référence à cette légende.
D'autres récits possèdent quelques différences. Le récit de Grigore Ureche (qui est aussi le plus détaillé) dit qu'un certain « Dragoș de Cuhea », un homme « de sang royal », accompagné de 300 soldats, fonda le village de Boureni, le premier village de la nouvelle principauté.
La réalité de cette histoire (en roumain : descălecat, littéralement « la descente de cheval ») a été sujet à controverse jusqu'au temps de Cantemir, au début du XVIIIe siècle. À la fin des années 1800, Dimitrie Onciul prétendit que le descălecat était un mythe pour essayer d'expliquer l'origine de l'aurochs présent dans les armes de la Moldavie (armes que l'on retrouve dans les armes actuelles de la Roumanie et de la Moldavie).

## Patrimoine
- Une légende dit que Dragoș fonda la ville de Vatra Dornei, nommée en souvenir d'une belle bergère qu'il rencontra là-bas.
- Une église en bois fut érigée par Dragoș en 1346 à Putna (33 km de Rădăuți). Elle a été restaurée en 1468.